# Geranium sibiricum
Géranium de Sibérie
Espèce
Geranium sibiricum, le Géranium de Sibérie est une espèce de plante de la famille des Geraniaceae, très largement distribuée sur le continent eurasiatique et dont l'aire de répartition n’a cessé de s’étendre vers l’ouest depuis plus d’un siècle.

## Étymologie et histoire de la nomenclature

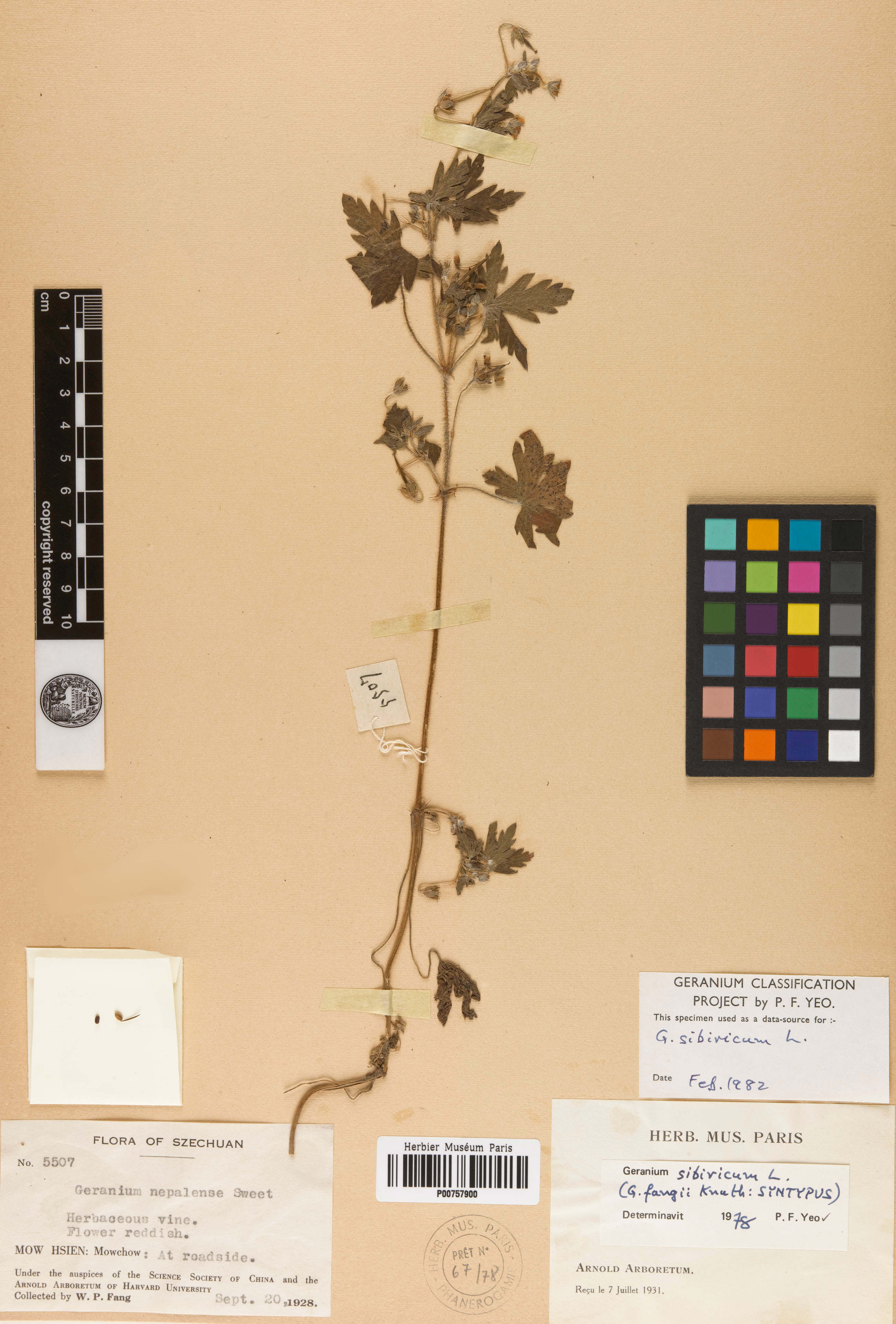
G. sibiricum, Sichuan (Syntype).

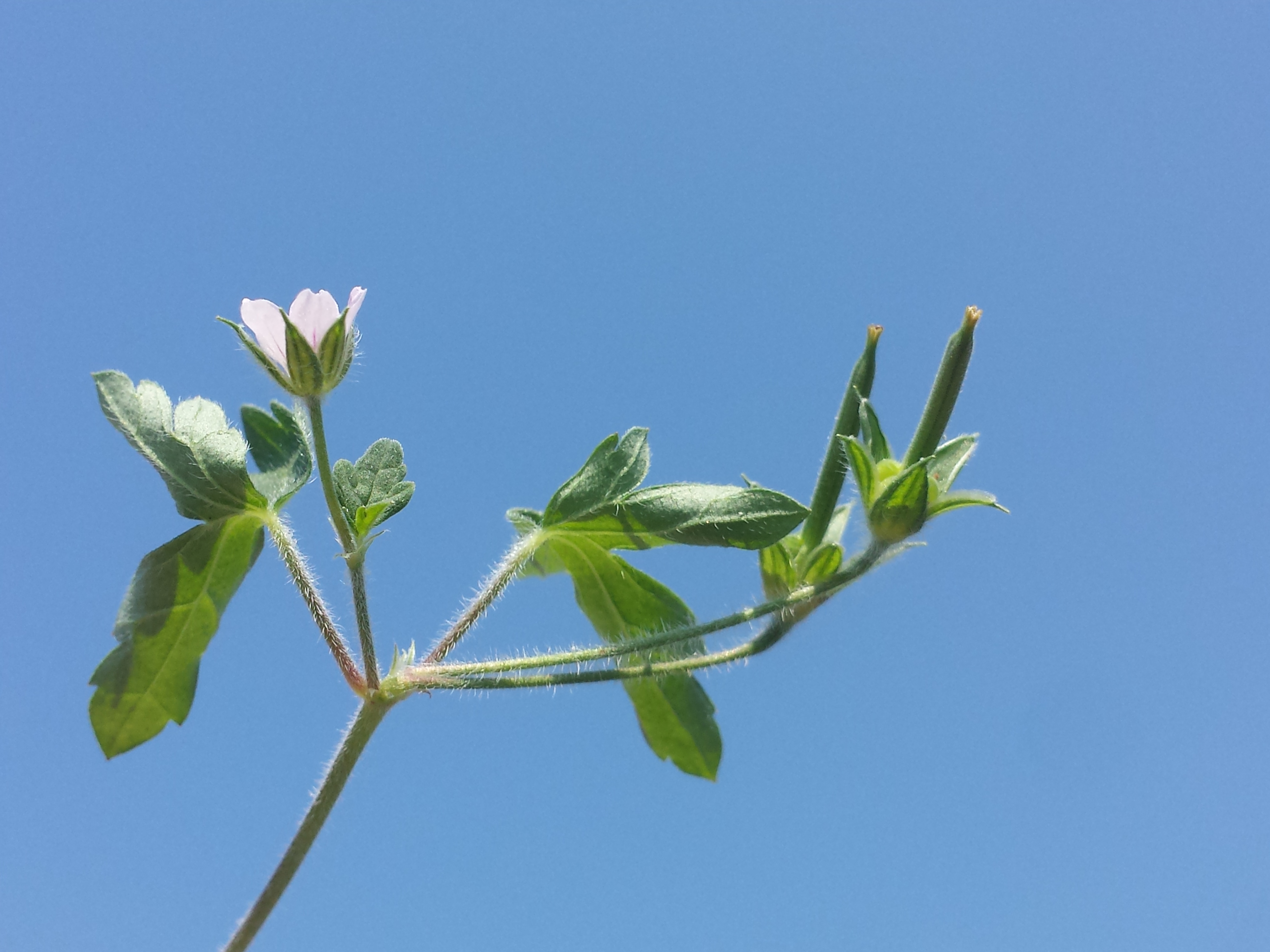
G. sibiricum

Le nom de genre Geranium, créé par Linné en 1753, est dérivé du grec γερανιον geranion, de même sens.
L’épithète spécifique sibiricum est la forme latinisée de Sibérie.
En 1753, Linné décrivit une espèce de géranium originaire de Sibérie qu'il nomma Geranium sibiricum.
Linné n’a pas donné de type original. Le syntype a été trouvé par WP. Fang, le 20/05/1928 au Sichuan (voir illustration ci-contre).
Le père David récolta le Geranium sibiricum dans les environs de Pékin et dans les prairies humides de Mongolie en août 1864.

## Synonymes
Geranium sibiricum a pour synonymes :
- Geranium acrocarphum Ledeb.[4],[5],[6]
- Geranium amurense Tsyren.[4],[5]
- Geranium europaeum Popov[6]
- Geranium popovii (Tzvelev) Tzvelev[4],[5]
- Geranium ruthenicum R.Uechtr.[4],[5],[6],[7]
- Geranium sibiricum subsp. eusibiricum Gams[7]
- Geranium sibiricum subsp. popovii Tzvelev[4],[5]
- Geranium sibiricum subsp. ruthenicum (Uechtr.) Gams[7]
- Geranium sibiricum var. multiflorum Z.H.Lu[4],[5],[6]
- Geranium variabile Moench[4],[5],[6]

## Description

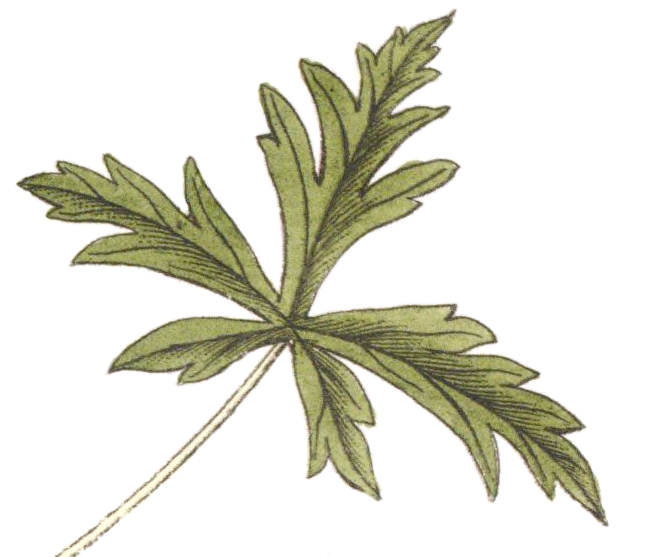
Feuille

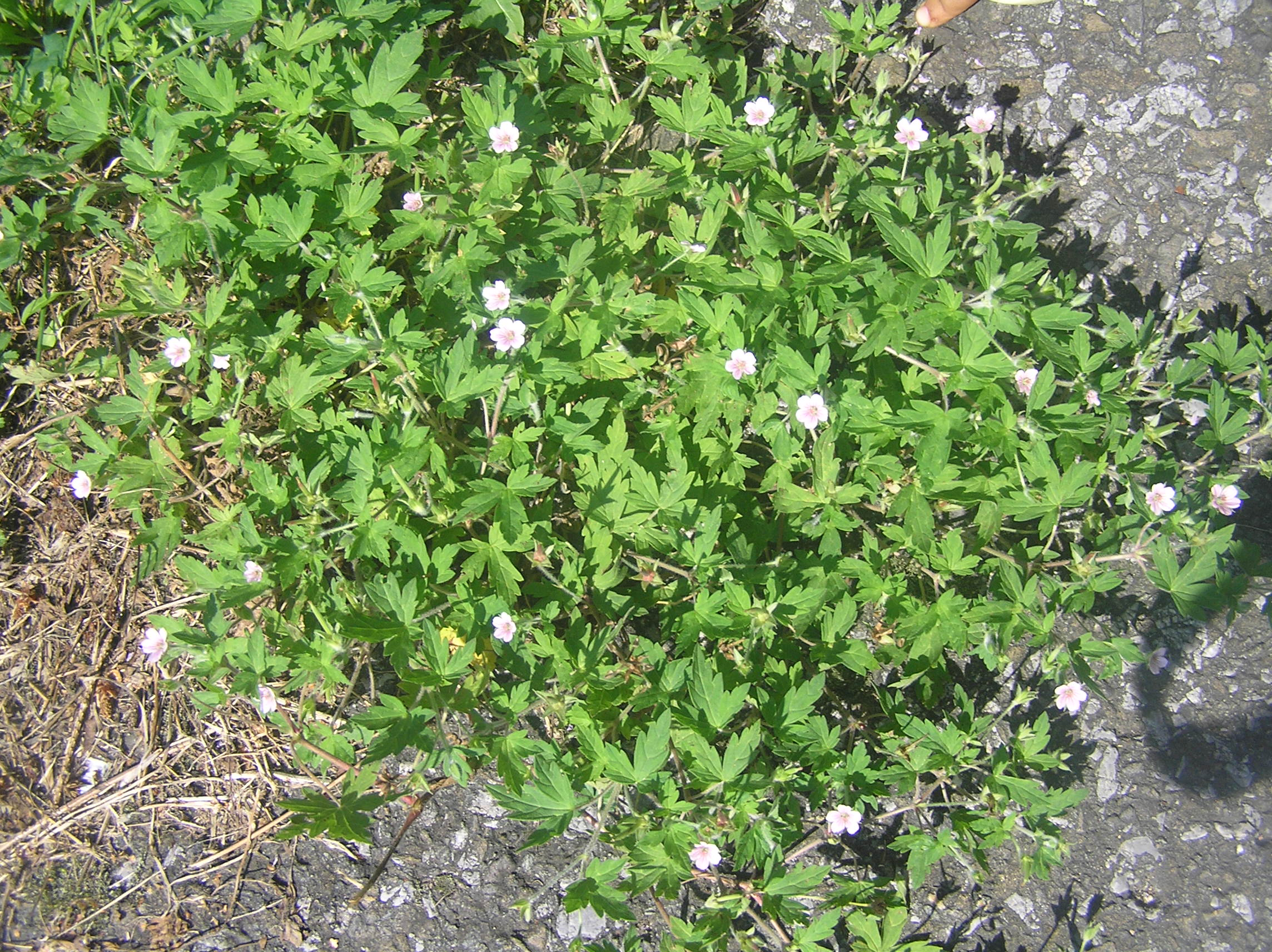
G. sibiricum

Le géranium de Sibérie est une plante herbacée vivace à annuelle, avec de longues tiges peu robustes, érigées, ramifiées, à poils blancs.
Les feuilles, en rosette à la base et opposées sur la tige, sont portées par un long pétiole possèdent un limbe de 1,7 × 6 cm, palmatiséqué, pileux avec trichomes non glandulaires, avec 3-5 divisions étroitement rhomboidales, lobés dans la partie distale, incisées-dentées.
L’inflorescence est une petite cyme à 1 ou 2 fleurs. Comparé aux autres espèces du genre, il forme relativement peu de fleurs. La fleur très petite, actinomorphe, porte 5 sépales, avec des dents atteignant 1,5 mm, 5 pétales blancs ou rose lilas à veines violacées, échancrés, de 4-5 (-6) mm, 10 étamines et ovaire à 5 carpelles à l’origine soudés.
Le fruit est un schizocarpe, à long bec, long de 1,5–2 cm, se divisant en 5 méricarpes à 1 graine.
La floraison a lieu en juin-juillet, la fructification en juillet-août.
Cette espèce est caractérisée par des petites cymes à 1 fleur et par des feuilles à segments étroits. Certains spécimens ont parfois des cymes à 2 fleurs, bien que la plupart des inflorescences aient des cymes à 1 fleur. G. sibiricum est parfois difficile à distinguer de Geranium nepalense Sweet.

## Distribution et habitat
L’espèce est largement distribuée sur le continent eurasiatique. Son aire de répartition naturelle va de l’Asie orientale jusqu'à la Roumanie. On la trouve en Chine, Afghanistan, N Japon, Corée, Kazakhstan , Kirghizistan, Mongolie, Karakoram (au Pakistan), Russie d’Europe du Sud, Tadjikistan, Turkménistan, Ouzbékistan; W Asie, Ukraine, Europe.
Depuis de début du XXe siècle, on a observé que cette espèce se déplaçait lentement vers l’ouest. Kewscience considère qu’elle a été introduite en Autriche, Tchécoslovaquie, France, Allemagne, Hongrie, Illinois, Italie, Masachusettes, Minnesota, New York, Norvège, Pennsylvanie, Pologne, Suisse, Wisconsin.
Elle croît dans les lisères de forêts, les broussailles, les friches et prairies, entre 2 000 et 3 900 m.

Fleur.
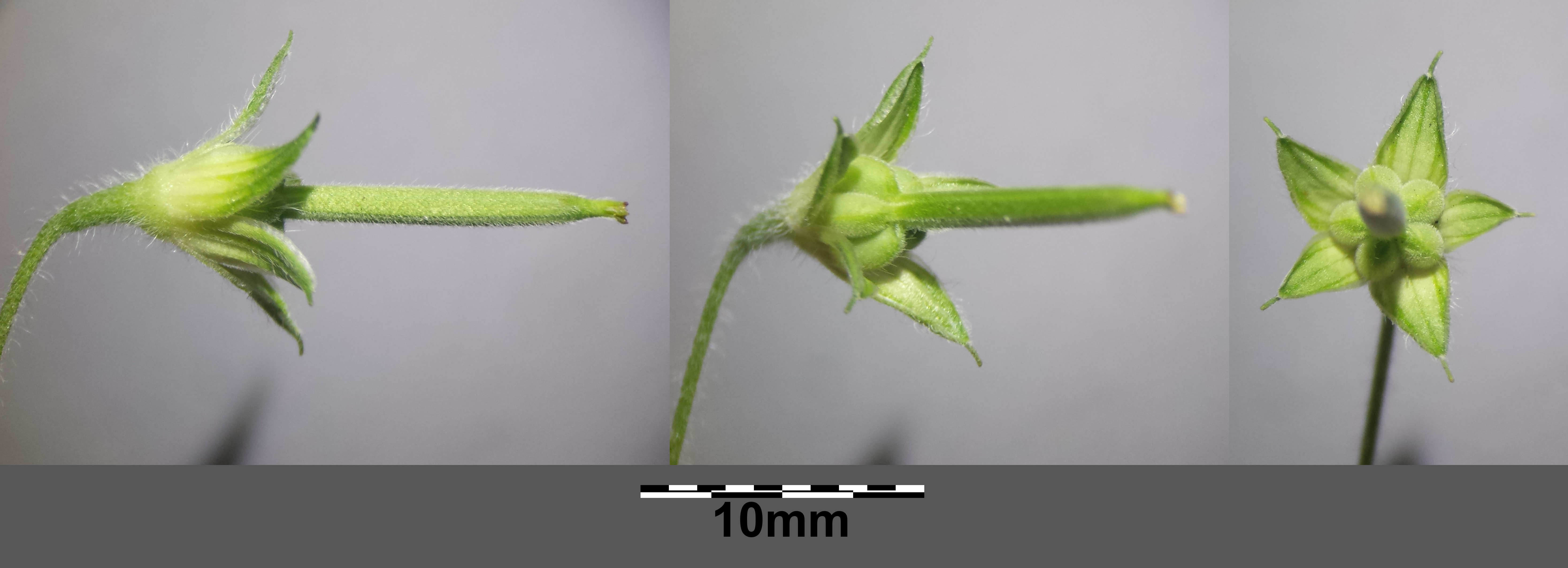
Fruit.
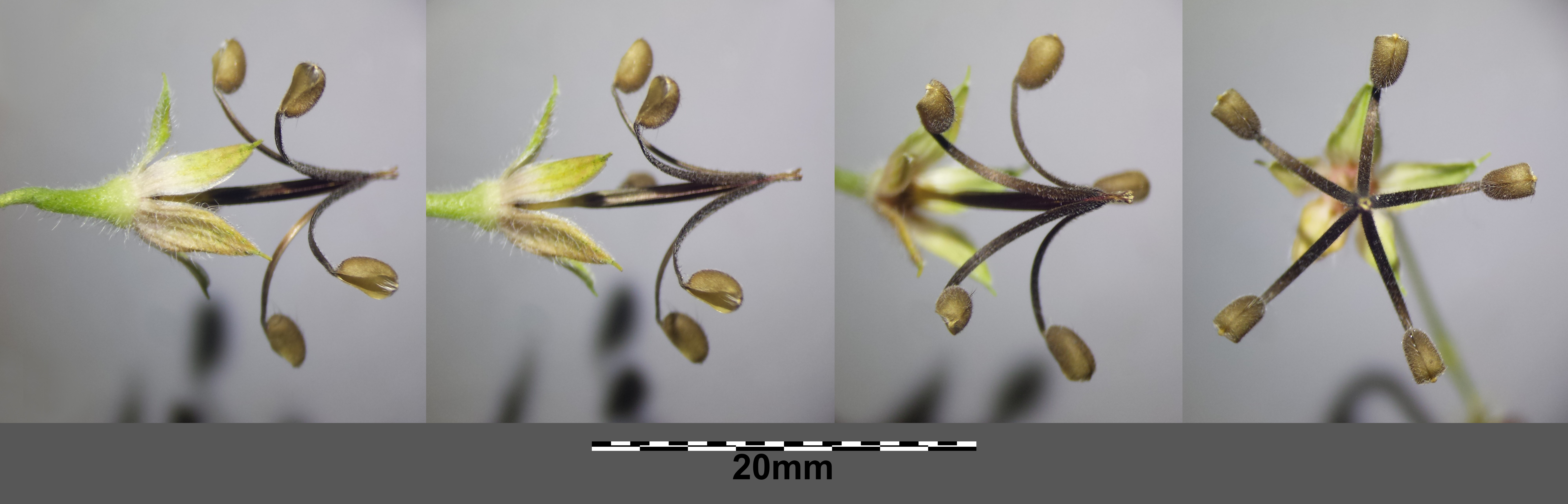
Fruit ouvert.

## Usages
Le géranium de Sibérie est très rarement cultivé dans les jardins.
Il a été utilisé comme plante médicinale pour traiter la diarrhée, les infections bactériennes et le cancer en Bulgarie, au Pérou et en Corée. Une étude de 2017 a montré que l’extrait de G. sibiricum favoriserait la croissance des cheveux in vitro et in vivo en régulant les facteurs de croissance et la réponse cellulaire.

## Liste des sous-espèces et variétés
Selon The Plant List (21 septembre 2020) :
- sous-espèce Geranium sibiricum subsp. popovii Tzvelev

Selon Tropicos (21 septembre 2020) (Attention liste brute contenant possiblement des synonymes) :
- sous-espèce Geranium sibiricum subsp. eusibiricum Gams
- sous-espèce Geranium sibiricum subsp. popovii Tzvelev
- sous-espèce Geranium sibiricum subsp. ruthenicum (Uechtr.) Gams
- sous-espèce Geranium sibiricum subsp. sibiricum
- variété Geranium sibiricum var. glabrius Ohwi
- variété Geranium sibiricum var. multiflorum Z.H. Lu